# 馬馬坎河
馬馬坎河（俄语：Мамакан）是俄羅斯的河流，屬於維季姆河的左支流，由伊爾庫茨克州負責管轄，河道全長209公里，流域面積約9,460平方公里，發源自北穆亞山脈，河水主要來自雨水。